# Base Aeronaval de North Island
La Base Aeronaval de North Island (Naval Air Station North Island o NAS North Island) (IATA: NZY, OACI: KNZY, FAA LID: NZY) está localizada en el extremo norte de la península de Coronado en la Bahía de San Diego y es puerto de numerosos portaaviones de la Armada de los Estados Unidos. Forma parte del gran complejo aeroespacial-industrial de la Armada de los Estados Unidos, Base Naval de Coronado en el Condado de San Diego, California. 
El oficial al mando de la NAS North Island (alias NASNI) es también el oficial al mando de la Base Naval de Coronado. Por lo tanto, él comanda y administra la Base Naval Anfibia de Coronado, Outlying Field Imperial Beach, Complejo de entrenamiento Silver Strand, Mountain Training Facility LaPosta, Área de entrenamiento "Warner Springs", y Naval Auxiliary Landing Facility Isla San Clemente. NASNI, con tan sólo sus comandancias en el área metropolitana de San Diego, engloba la ciudad de Coronado desde la entrada de la Bahía de San Diego a la frontera entre Estados Unidos y México. La NAS North Island por sí misma tiene 23 escuadrones y 80 centros de mando y actividades, de las cuales, la Naval Aviation Depot, es el empleador aeroespacial más grande en San Diego.

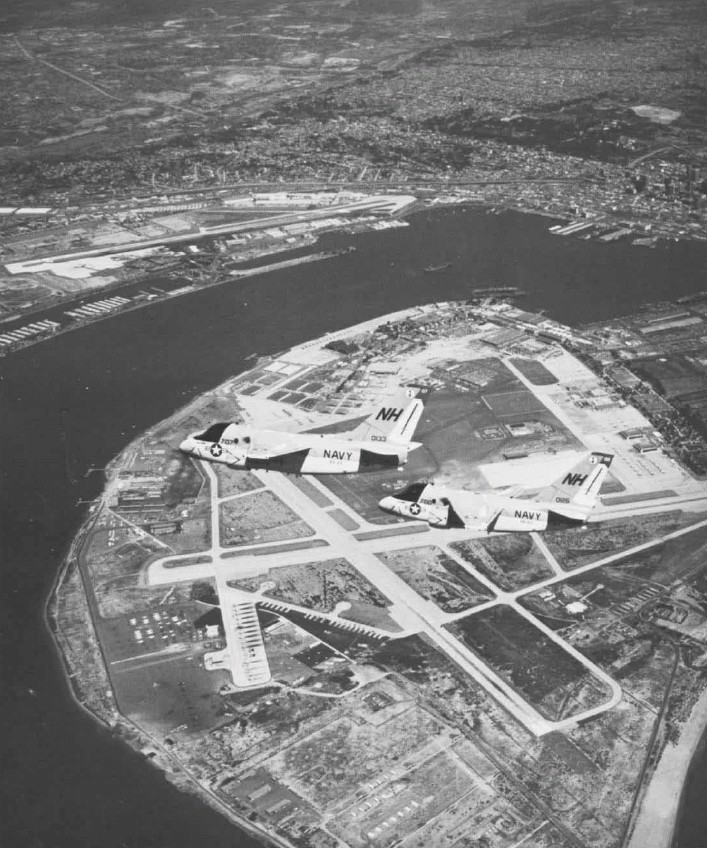
NAS North Island en 1977.

## Escuadrones
| MH-60S KnightHawk | SH-60F/HH-60H Seahawk                                | MH-60R Seahawk                     | SH-60B Seahawk                                                                | C-40A Clipper         | C-2 Greyhound      | Control Aéreo Táctico             |  |
| --- | ---------------------------------------------------- | ---------------------------------- | ----------------------------------------------------------------------------- | --------------------- | ------------------ | --------------------------------- |  |
| - HSC-3 Merlins - HSC-8 Eightballers - HSC-12 Golden Falcons - HSC-21 Blackjacks - HSC-23 Wildcards - HSC-85 High Rollers | - HS-4 Black Knights - HS-6 Indians - HS-10 Warhawks | - HSM-41 Seahawks - HSM-71 Raptors | - HSL-43 Battle Cats - HSL-45 Wolfpack - HSL-47 Saberhawks - HSL-49 Scorpions | - VR-57 Conquistadors | - VRC-30 Providers | - VTC-11 Dirgimus - VTC-12 Talons |  |

## Buques
- USS Nimitz (CVN-68)
- USS Ronald Reagan (CVN-76)

## Centros de mando

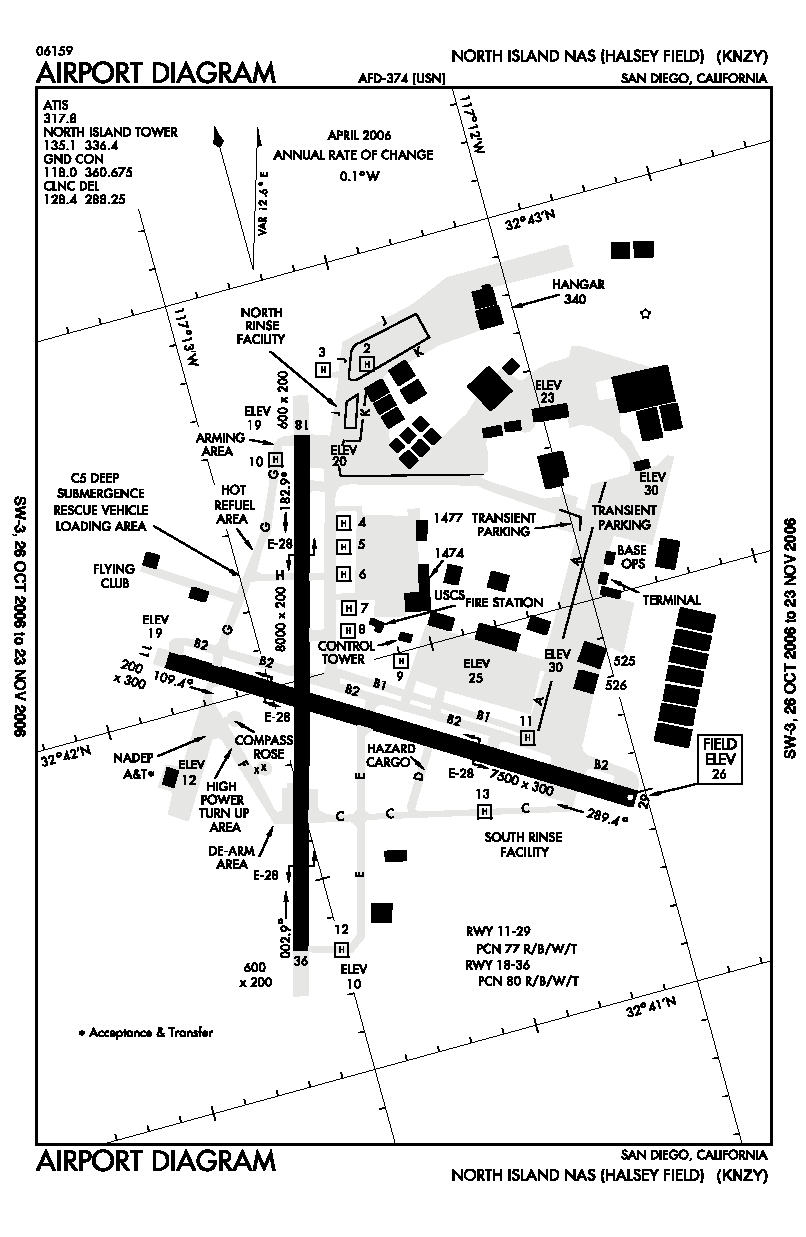
Diagrama del aeropuerto por la FAA.

- Comandancia, Fuerza Aérea Naval
- Comandancia, Fuerza Aérea Naval, Flota del Pacífico (COMNAVAIRPAC)
- Combat Camera Group, Pacífico
- Comandancia, Carrier Strike Grupo 3 (CCSG-3)
- Comandante, Carrier Strike Grupo 7 (CCSG-7)
- Comandancia, Carrier Strike Grupo 11 (CCSG-11)
- Comandancia, Cruiser Destroyer Grupo 1 (COMCARDESGRU 1)
- Comandancia Destroyer Grupo 7 (COMDESRON 7)
- Comandancia, Destroyer Squadron 21 (COMDESRON 21)
- Comandancia, Tactical Air Control Grupo 1 (COMTACGRU 1)
- Construction Battalion Unit 405 (CBU 405)
- Deep Submergence Unit (DSU)
- Defense Enterprise Computing Center Det San Diego
- DSU Det Mystic (DSRV 1)
- DSU Destacamento Diving System Support
- DSU Destacamento de Vehículos No Tripulados
- Estación Naval de Computadoras y Telecomunicaciones
- Fleet Aviation Specialized Operational Training Group del Pacífico
- Fleet Imaging Command del Pacífico
- Fleet Readiness Center, Suroeste
- HSC Weapons School, Pacífico
- HSM Weapons School, Pacífico
- Mando del Naval Air Technical Data and Engineering Service (NATEC)
- Naval Aviation Forecasting Component San Diego
- Naval Leader Training Unit, Coronado
- Centro Naval de Meteorología y Oceanografía del Pacífico
- Naval Public Affairs Support Element, West
- Naval Special Clearance Team One
- Navy Information Operations Command, San Diego (anteriormente NSGA, San Diego y FIWC, San Diego)
- Navy Operational Support Center North Island (anteriormente Naval Air Reserve San Diego)
- Maritime Expeditionary Security Squadron(MSS-3)
- Unidad de entrenamiento de Mantenimiento Aeronaval